# Régularité ferroviaire
La régularité ferroviaire est le respect par les trains des horaires prévus pour leur circulation.

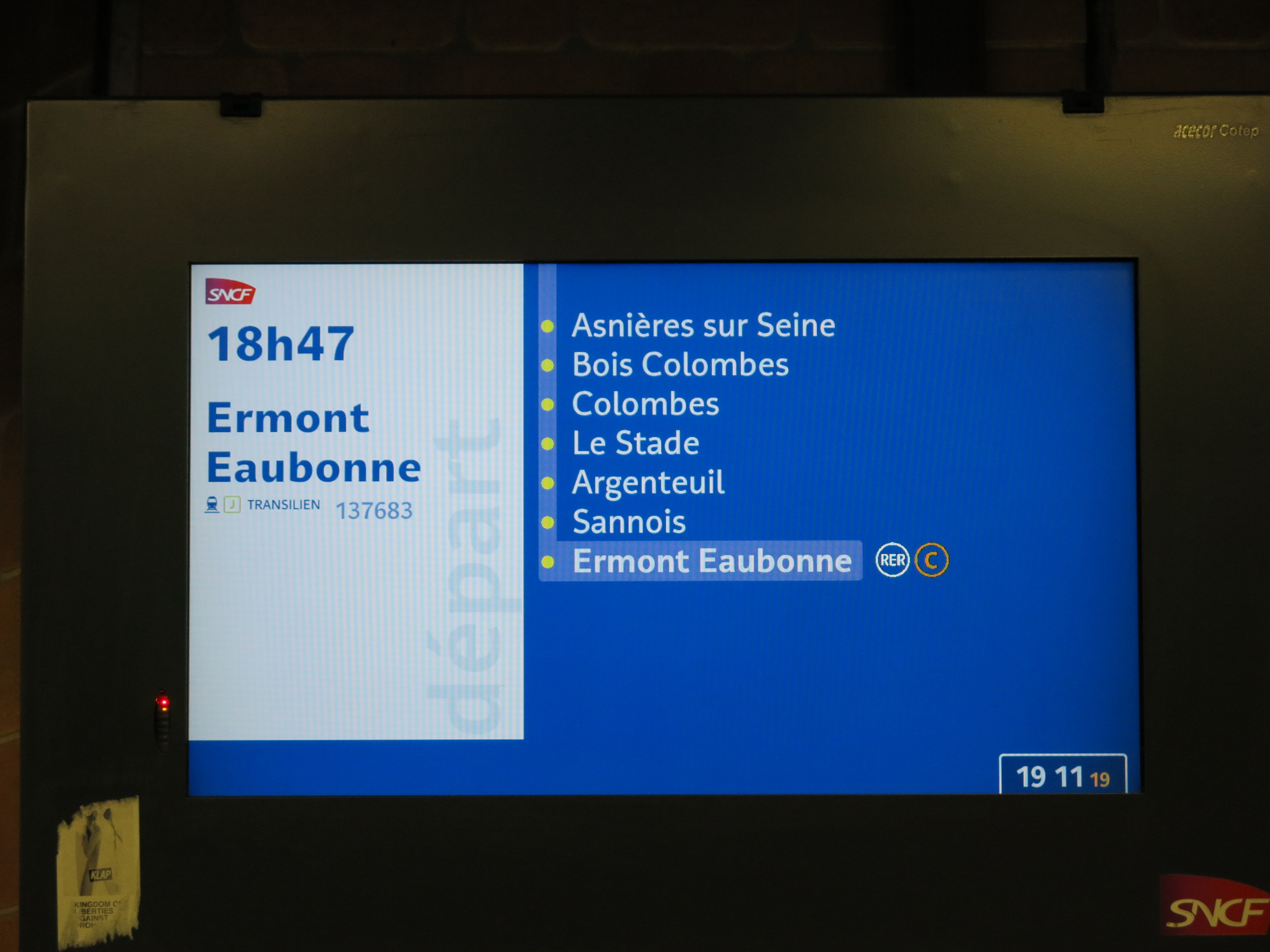
Écran Infogare affichant la desserte d'un train en retard.

## Cause de retard
Le retard de trains peut avoir diverses causes, endogènes (internes au système ferroviaire comme une déficience des infrastructures, du matériel, etc.) ou exogènes (conditions météorologiques, afflux imprévisible de voyageurs, etc.). 
Il est mesuré différemment selon les réseaux : ainsi, le réseau allemand de la DB, le réseau autrichien d'ÖBB et le réseau suisse des CFF prend en compte le retard à partir de trois minutes, alors qu'en France, la SNCF ne le fait qu'au-delà de cinq minutes. Cet indicateur mesure la performance du réseau et son évolution ; il peut être agrégé sur une période de temps (régularité par mois, par exemple) concernant une ligne ou un train, ce qui permet de détecter les « trains malades ». Le pourcentage de régularité ferroviaire ne permet pas de refléter précisément l'impact sur les voyageurs, le retard d'un train de soirée avec quelques voyageurs et d'un train d'heure de pointe étant comptabilisés de la même manière, et l'importance du retard n'ayant pas d'incidence (un train est en retard ou pas, binairement). Le calcul de la ponctualité voyageurs, régularité pondérée par le nombre de voyageurs présents, permet de donner un indicateur plus proche de ce ressenti. Les CFF ou le réseau Transilien utilisent cette méthode. Néanmoins, pour les trains grandes lignes français, les indicateurs de régularité concernent la proportion de missions réellement assurée et ceux de ponctualité le respect de l'horaire par les trains (non pondéré par la fréquentation).

## Impact
Le respect par un train de son horaire est primordial dans de nombreux cas pour la régularité de l'ensemble du système ferroviaire. Dans les zones denses, le train en retard va bloquer tous les trains le suivant, qui seront eux-mêmes en retard. Sur une voie unique, le retard au point d'évitement va empêcher le train croiseur d'être à l'heure. Sur des réseaux complexes avec peu de marges de rattrapage, la non-régularité peut ainsi se propager rapidement.
Au-delà de la performance du système ferroviaire, la régularité ferroviaire est vue comme un marqueur de l'efficacité d'un pays dans son ensemble. Une idée reçue héritée de la propagande du régime de Benito Mussolini est qu'« au moins, au temps du fascisme, les trains arrivaient à l'heure ». Néanmoins, la régularité du système ferroviaire du temps du régime était faible.